# هدرای جزایر قناری
هدرای جزایر قناری (نام علمی: Hedera canariensis) گیاهی زینتی و همیشه سبز پیچنده و رونده سایه پسند است. در ناحیه‌ای از سطح یک دیوار که در آن سایه واقع شده باشد به سرعت پیش می‌رود و اگر در اثر سرما و یخبندان از بین برود مجدداً می‌روید و سبز می‌شود. برگ‌های هدرا تقریباً قلبی شکل ولی فاقد بخش‌بندی یا لوب می‌باشند. هدراها عموماً فاقد صدمات آفات و بیماری‌ها هستند اما امکان دارد در معرض حمله کنه عنکبوتی قرمز قرار گیرند. تکثیر پیچک روندهٔ هدرا یا پاپیتال از راه پیوند یا کاشت قلمه‌های چوب نرم در حال رشد رویشی یا شاخه‌های خوابیده و ریشه‌دار شده در بهار است.